# 低公害車
低公害車（ていこうがいしゃ）は、大気汚染物質（窒素酸化物および一酸化炭素・二酸化炭素など）の排出が少なく、自然環境への負荷が少ない自動車。クリーンエネルギー自動車（CEV）という用語があるが、エコカー (eco car) の通称が一般的。
2020年現在、電気自動車、ハイブリッド自動車・プラグインハイブリッド自動車、天然ガス自動車、水素自動車、燃料電池自動車、クリーンディーゼル自動車などが実用段階にあり、そのほかメタノール自動車などもある。
日本では、低公害車の認定を受けた自動車は税制面で優遇されるなどの特典が設けられている。

## 概要
日本では、環境省・国土交通省・経済産業省の3省庁において「低公害車」という場合には、狭義には電気自動車、メタノール自動車、圧縮天然ガス (CNG) 自動車、圧縮空気車及びハイブリッド自動車のうち、圧縮空気車を除く4種類を指す。基本的に低公害性能のほか、石油代替性（代替燃料、新エネルギー、再生可能エネルギー）が要求されている。
また日本政府の「低公害車普及計画」では、これらに加え「低排出ガス認定かつ低燃費車」を含め、クリーンエネルギー自動車という概念ではLPG車のうちトラックなど貨物車とバス・特種自動車を加え「ディーゼル代替LPG車」が加わり、低排出ガスのガソリン車は除外されている。また「非化石エネルギーの開発及び導入の促進に関する法律」により、すでに数十台しかないメタノール車がいまだに「低公害車4兄弟」の1つとされている一方で、CNG車と排出ガス性能でほとんど差のないLPG車が除外されていたり、燃料電池自動車が低公害車とはされていない。また既存のガソリン・軽油の液体燃料を使用する車両のうち、排出ガス性能で低公害車としたため、概念が整理されていない。
日本以外では、代替燃料車として電気、メタノール等のアルコール系、天然ガス・LPガス・水素・DMEのガス系が上げられ、低排出ガス性能については「燃料を問わず一定のレベルをクリア」することが主流である。

### 購入補助制度
経済対策と環境対策のために、低公害車の普及を促進させるべく、低公害車の購入について補助を行う国が増えている。
日本でもバブル景気の崩壊以降は新車販売台数が落ちる一方であり、各自動車メーカーの国内での業績も悪化する一方であった。また、近年の環境保護への意識の高まりもあり、温室効果ガスや有害物質の排出量抑制や、有限エネルギーの省エネ性が求められるようになった。そこで政府は経済対策のために、環境対策と絡み合わせて減税や補助金などの制度を展開し、「買い替え」による各種優遇制度を打ち出している。
- グリーン化税制 - 新車登録から13年（ディーゼル車は11年）経過した自動車の自動車税を10 %加算する（2014年〈平成26年〉より15 %に改定）というもの。
- 低排出ガス車認定制度
  - エコカー減税
- 環境対応車への買い替え・購入に対する補助制度 - エコカー減税、スクラップインセンティブを参照。

## 低公害車の主な種類
- 動力源に内燃機関を用いるもの
  - 燃料に代替エネルギーを用いるもの
    - メタノール自動車…類似のものとしてエタノール自動車
    - 圧縮天然ガス自動車…CNG車とも呼ばれる
    - 液化天然ガス自動車…LNG車とも呼ばれる。
    - LPG自動車…液化石油ガス（LPガス）を燃料とし、LPG車、LPガス自動車、プロパン車とも呼ばれる
    - 水素自動車…水素を燃料とする
    - DME自動車…ジメチルエーテル車とも呼ばれる

  - 燃料にガソリンまたは軽油を用いるもの
    - 低排出ガス車…改造車でない量産車（型式車）のみが認定対象
    - 超低PM排出ディーゼル車
    - スーパークリーンディーゼル車

  - ガソリンまたは軽油と代替エネルギーを併用するもの
    - バイフューエル自動車
- 動力源に内燃機関と電気モーターなどの補助動力を併用するもの
  - ハイブリッド自動車

低排出ガス車のうち、特に排出ガスの低公害性が高い車両 (car) を超低公害車という場合がある。超低公害の輸送機器 (vehicle) を総称して ULEV (ultralow-emission vehicle) という。また、無公害車に近いレベルの車両を極超低公害車という場合もある。極超低公害の輸送機器を総称して SULEV (Super ultralow-emission vehicle) という。

### ゼロエミッション車（無公害車）
電気自動車など排出ガスがゼロである車両をゼロエミッション車（無公害車・ZEV）という。
- 動力源にモーターを用いるもの
  - 電気自動車
  - 燃料電池自動車
- 動力源に空気エンジンを用いるもの
  - 圧縮空気車

### 研究・開発中の低公害車・ゼロエミッション車
- DME自動車
- 液化天然ガス自動車
- ガスタービン自動車
- スターリングエンジン自動車
- 太陽電池自動車（ソーラーカー）

## 「低公害」「無公害」の限定性
低公害車、あるいは無公害車の「低公害」「無公害」とは、その車両が走行する周囲の限定的な環境に対しての「低公害・無公害」を指している。低公害車や無公害車でも、新しく製造する過程や、廃棄（廃車）する過程において、やはり温室効果ガスや大気汚染物質が排出される。ハイブリッドカーや電気自動車には蓄電池用のリチウムなどの多数のレアメタルが使用されており、それらの製造コストを加味すると必ずしもエコと言えない。また、仮にすべてが電気自動車になれば電力消費量が増え新たに原子力発電所を建設する必要があるとの見方もある。
また、ハイブリッド車はガソリン車と比べて30万円ほど高く、ガソリン価格が異常高値にならない限り経済性に優れているわけではないとの見方もある。
また、使用環境と車両特性がマッチしていない場合も低害性能が発揮できない場合もありうる。例えばハイブリッドカーは低速でモーター、高速でエンジンを使用する特性上、市街地を走る路線バスやタクシーのように低速走行かつ加減速が多い走行環境でその特性が発揮される。だが主に高速道路を走行する高速バスや観光バスでも、環境性能を重視して高原地帯の観光地などでハイブリッドバスが採用される場合もある（例として栃木県やアルピコ交通の日野HIMRなど）。

つまり、車両の製造、使用、廃車まで、全体を見渡すと、低公害とは決して言えない場合もあるということである。